# 曹爽
曹爽（？—249年2月9日），字昭伯，小字默，沛國譙縣（今安徽亳州）人，曹真之子，曹操侄孫、夏侯玄的表哥。官至大將軍、錄尚書事，明帝遺詔與司馬懿共同輔政。後司馬懿發動高平陵之變，將曹爽斬殺，夷三族。

## 生平

### 遺言輔政
曹爽自少出入宮中，與太子曹叡交情甚好。曹叡繼位後，任命他為散騎侍郎，後遷任城門校尉加散騎常侍，再轉任武衛將軍，特別受到寵愛。太和五年（231年），曹真逝世，曹爽承襲召陵侯爵位。景初三年（239年），魏明帝曹叡病重，任命曹爽為大將軍，假節鉞，都督中外諸軍事，錄尚書事；將太子曹芳交託給曹爽和司馬懿，命令二人共同輔助年僅八歲的少主。曹芳繼位後，加曹爽侍中，改封武安侯，食邑一萬二千戶，賜劍履上殿，入朝不趨，贊拜不名。

### 驕奢跋扈
最初，曹爽经常待司马懿如父，凡事都需要司马懿一起商議事宜而不敢自专。但不久，曹爽聽從親信丁謐的計謀，尊司馬懿為太傅，乘機削去司馬懿實權。後又任用丁謐、何晏、鄧颺、李勝、畢軌等親信任朝中高職，任命弟弟曹羲為中領軍，與他共掌首都的軍隊。其他弟弟都獲任官，經常出入宮中。另一方面進一步排擠司馬懿，後更連詢問他對政令意見都沒有做，自專政事。
後鄧颺為了令曹爽建立軍功名聲而建議征伐蜀漢，曹爽聽從並於正始五年（244年），西至長安，領六、七萬兵從駱谷入蜀，但因為渭河平原及羌、氐的運輸不能應付行軍所需，令當地和軍隊都缺乏物資和糧食；而且蜀漢大將軍費禕又先一步領兵據守山嶺，曹爽無法前進。曹爽在參軍楊偉和征西將軍夏侯玄都勸他撤軍之下，唯有撤軍，但還是被蜀軍追擊，死傷甚多，渭河平原大為虛耗。
司馬懿漸漸被架空，政事很多時司馬懿都不能參與，於是稱病迴避曹爽。曹爽於是大膽弄政，縱容他的黨羽親信，如何晏割洛陽和野王典農的數百頃桑田和湯沐地作為自己產業，又竊取官物，向其他州郡要求索取，官員都不敢抗逆。而一些開罪了何晏等人的大臣，如盧毓、傅嘏等都因小事而被免官。而曹爽的飲食、車馬和衣服都與皇帝的類似。而且珍貴玩物亦積聚了很多，並有很多妻妾，甚至私自帶走明帝留下的很多才人作為自己的家妓。而且又擅取太樂樂器和調武庫禁兵製作佈置華麗的窟室，多次與何晏等人在其中飲酒作樂，極盡奢華。弟弟曹羲見此甚為憂慮，曾多次勸諫，但曹爽不聽，更甚為不滿。曹爽又多次與曹羲等出洛陽遊玩，桓範認為他們掌握朝政和禁軍，不宜一齊離開，以免一旦有人封閉城門反對他們，他們就不能回到洛陽控制大局。但曹爽卻以為無人再能對他有威脅而不聽。司馬懿雖然稱病不上朝，但其實暗中謀奪兵權，更在李勝面前故意裝作衰老病重，曹爽信以為真，更沒有戒心。

### 廢權戮殺
正始十年（249年），曹芳與曹爽三兄弟往高平陵拜祭魏明帝。司馬懿在洛陽發動高平陵之變，稱曹爽意圖篡位，奉太后懿旨罷廢曹爽，又封閉洛陽門和佔領曹爽兄弟的軍營。诏书先传至曹爽手中，曹爽惶然不知如何是好，也不敢送给曹芳，将车驾留在伊水南住下，伐木为鹿角，发屯甲兵数千人自卫。司馬懿派陳泰、尹大目等人誘勸曹爽放棄權力回洛陽；同時桓範從洛陽跑到高平陵，力勸曹爽帶皇帝到許昌，以皇帝之名，號召全國兵馬勤王，反擊司馬懿。曹爽想了一夜，還是決心向司馬懿投降，於是與曹芳一同返回洛陽。曹爽兄弟被免職以侯爵身份回到府第，以为作为侯爵仍能维持富贵的生活。
後司馬懿在曹爽府第四角起高樓，命人日夜監視。曹爽兄弟不安，於是聲稱食物不足，向司馬懿要求食物；後司馬懿送來食物，曹爽兄弟十分高興，自以為不會被誅。但後來黃門張當供稱曹爽和何晏等人意圖謀反，司馬懿乘機逮捕曹爽與他的親信，並屠滅曹爽三族，甚至祸及已经出嫁的姑姑、姐妹，使得曹真一脈盡斷。
夏侯霸是曹爽的親族，見司馬懿濫殺曹家宗族，十分害怕，而且他又與新任征西將軍郭淮不和，於是投奔蜀漢。嘉平年間，蒋济因曹真有功，不欲其绝嗣，才促成曹真族孫曹熙為新昌亭侯，作為曹真後嗣。

## 部下
- 严世，曹爽帐下督。
- 孙谦，司马懿勒兵阙下，经过曹爽门，严世引弩将射司马懿，孙谦制止严世，说事未可知，三注三止，司马懿的车才得以过去。

## 家庭

### 妻
- 刘氏

### 弟
- 曹羲
- 曹訓
- 曹彥

## 評論
- 陈寿《三國志》評：“（曹）爽德薄位尊，沉溺盈溢，此固《大易》所著，道家所忌也。”
- 桓範：“曹子丹佳人，生汝兄弟，犢耳！”“肥奴！曹子丹好人，生卿五六头肉，今桓范随卿灭门也。”（《太平御览·卷三百七十八·人事部十九·肥》引《魏书》）
- 辛憲英：“曹爽與太傅（司馬懿）俱受託之任，而獨專權勢，行以驕奢，於王室不忠，於人道不直。”
- 張昌蒲：“大將軍奢僭無度，吾常疑其不安。太傅義不危國，必為大將軍舉耳。”
- 王廣：“曹爽以骄奢失民，何平叔虚华不治，丁、毕、桓、邓虽并有宿望，皆专竞于世。加变易朝典，政令数改，所存虽高而事不下接，民习于旧，众莫之从，故虽势倾四海，声震天下，同日斩戮，名士减半，而百姓安之。莫之或哀，失民故也。”（《资治通鉴·卷七十五》）
- 谷应泰：“夫曹爽释兵归天子，求老私第；商鞅刑太子傅，孝公崩，欲自亡入魏。自古以来，器小而位高，威重则身危，奸邪前败，祸患后随，濒死而不之悟者也。”（《明史纪事本末·卷四十九》）
- 蔡东藩：“曹爽一庸奴耳，不度德，不量力，竟以一时之徼幸，入为首辅，就使小心谨慎，犹难免复餗之凶；况淫奢无度，酒色是酖，何晏、邓飏诸人，毫无伟略，引为谋士，兄弟中仅一曹羲，犹有一隙之明，而爽不肯从，其能保家保国乎？当日即无司马懿，吾知爽亦未必不亡也。”
- 吕思勉：“魏曹爽一辈人，颇有志焉，然其图甚大，不为时俗所顺悦；正人君子，往往非奸邪小人之敌，曹爽遂为司马宣王所覆，宣王本惟计私图。”（《中国断代史·两晋南北朝卷》）

## 藝術形象

### 影視
- 中國中央電視台電視劇《三國演義》（1994年）：康铭
- 中國電視劇《三国》（2010年）：夏添
- 電視劇《大軍師司馬懿之軍師聯盟》（2017年）：杜奕衡

## 延伸阅读
[在维基数据编辑]
 《三國志·卷09》，出自陳壽《三國志》